# 熊本県立熊本農業高等学校
熊本県立熊本農業高等学校（くまもとけんりつ くまもとのうぎょうこうとうがっこう, Kumamoto Prefectural Kumato Agricultural High School）は、熊本県熊本市南区元三町五丁目にキャンパスを置く県立高等学校。略称は「熊本農」または「熊農」（くまのう）。
熊本市内にある県立校としては唯一の農業専門高校である。

## 概要
歴史
1899年（明治32年）に創立された「熊本農業学校」を前身とする。その後、数回の改称を経て1948年（昭和23年）に現校名となった。2009年（平成21年）に創立110周年を迎えた。
設置課程・学科
全日制課程 7学科（農業科、園芸・果樹科、畜産科、生活科、農業経済科、食品工業科、農業土木科）。
畜産科では、地元企業の協力を得て開発・製造した食品残渣飼料を与えたブランド食用豚「シンデレラポーク」「シンデレラネオポーク」を育てている。      
校訓
「敬天愛人」
綱領
「愼思力行」「剛健進取」「倹素礼譲」「自制協同」
校章
校歌
寄宿舎
「南国寮」を有する。
同窓会
南園会と呼ばれる同窓会がある。
「南園」の由来は、旧出水校舎が建っていた場所が、奈良時代に聖武天皇の命により創建された肥後国分寺の南大門の南の前庭、南苑（園）であったことに由来する。

## 沿革
- 1899年（明治32年）4月1日 - 熊本市出水町今に、県費で「熊本農業学校」が開校。
  - 本科と養蚕別科を設置。
  - 初代校長に河村九淵（札幌農学校出身）が就任。
- 1900年（明治33年）
  - 4月1日 - 「熊本第一農業学校」と改称。
  - 10月20日 - 「熊本県熊本農業学校」と改称。
- 1903年（明治36年）3月1日 - 球磨郡上村に球磨分校を設置。
- 1905年（明治38年）4月1日 - 球磨分校が分離し、熊本県球磨農業学校（現・熊本県立南稜高等学校）として独立。
- 1920年（大正9年）4月1日 - 農業教員養成所を附設。
- 1921年（大正10年）4月2日 - 農業教員養成所が独立。
- 1923年（大正12年）4月1日 - 学則を改正し、養蚕別科を廃止し、園芸専修科を設置。
- 1929年（昭和4年）4月5日 - 学則を改正し、本科を二種に分け、修業年限を第一種5年、第二種3年とする。
- 1931年（昭和6年）4月1日 - 第2部を設置し、対象・修業年限を中等学校卒業者・1年とする。
- 1937年（昭和12年）2月23日 - 校舎を改築。
- 1938年（昭和13年）3月31日 - 第二種を農業科と園芸科の2学科に分け、専修科を廃止。
- 1944年（昭和19年）2月22日 - 学則を改正し、農業土木科を設置。
- 1946年（昭和21年）3月31日 - 学則を改正し、第二種を廃止。
- 1947年（昭和22年）4月1日 - 熊本県令による学則改正で、農産製造科を新設。附設中学（南園中学校）校を設置し、旧制農業学校の2・3年生を収容。
- 1948年（昭和23年）
  - 4 月1日 - 学制改革により、「熊本県立熊本農業高等学校」（現校名）に改称。
  - 5月1日 - 定時制を設置。
- 1951年（昭和26年）4月 - 定時制の生徒募集を停止。
- 1954年（昭和29年）3月31日 - 定時制を廃止。
- 1955年（昭和30年）4月1日 - 城南分室・豊野分室を設置。それぞれ別科農業課程1学級とする。
- 1958年（昭和33年）10月17日 - 天明分室を設置。
- 1960年（昭和35年）3月31日 - 豊野分室を廃止。
- 1961年（昭和36年）4月1日
  - 本校に園芸科を新設。それに伴い、これまで農業科300名だった定員を農業科150名・園芸科150名に変更。
  - 城南分室に農村家庭課程（後に農村家庭科）を新設。
- 1963年（昭和38年）4月1日
  - 本校に畜産科（定員150名）を新設。
  - 城南分室の農村家庭科を生活科に改称。
- 1964年（昭和39年）4月1日 - 農産製造科を食品工業科に改称。
- 1965年（昭和40年）
  - 3月31日 - 熊本市花園町に果樹園「柿原実習地」を開園。
  - 6月13日 - 火災により、寄宿舎2階部分を焼失。
  - 11月20日 - 寄宿舎の改築完了。
- 1969年（昭和44年）4月1日 - 果樹科を新設。
- 1973年（昭和48年）
  - 1月5日 - 韓国裡里農林高等学校（現在の全北大学校）と姉妹校締結。
  - 3月31日 - 天明分室を廃止。
- 1974年（昭和49年）
  - 2月8日 - 熊本市元三町285番地（現在地）に全面移転。
  - 3月31日 - 城南分室を廃止。（これで分室が完全に消滅する。）
  - 4月1日 - 生活科を新設。
  - 10月31日 - 体育館（武道館）が完成。
- 1976年（昭和51年）2月10日 - プールが完成。
- 1988年（昭和63年）4月1日 - 園芸科と果樹科を統合し、園芸・果樹科とする。農業経済科を新設。

## 生徒会活動
- 一般的な生徒会に加え、「家庭クラブ・農業クラブ」がある。それぞれ全国高校家庭クラブ連盟・熊本県農業学校クラブ連盟に属している。

## 学校行事
3学期制
1学期
- 4月 - 始業式、入学式、新入生宿泊研修、春の苗もの販売会
- 5月 - 母の日プロジェクト、スポーツテスト、意見発表会、大会前発表会、PTA・寮友会、中間考査
- 6月 - 県高総体、1年田植え、農業鑑定競技会、生徒会・農業クラブ総会、農業クラブ県大会
- 7月 - 期末考査、クラスマッチ（クラス対抗球技大会）、終業式、中学生体験入学
- 8月 - 農業クラブ九州大会

2学期
- 8月後半 - 始業式
- 9月 - 体育大会、就職試験、くまおに・くまべん[2]の日
- 10月 - 中間考査、農業クラブ全国大会
- 11月 - 南国祭（文化祭）、収穫感謝祭、一般公開、長距離走大会、県庁販売会、
- 12月 - 生徒会・農業クラブ役員選挙、期末考査、クラスマッチ、終業式

3学期
- 1月 - 始業式、大学入試センター試験、1年修学旅行、3年学年末考査
- 2月 - 1・2年学年末考査
- 3月 - プロジェクト発表会、農業鑑定競技会、卒業式、修了式

## 部活動
運動部
- 硬式野球部
- 陸上部
- 柔道部
- 剣道部
- 相撲部
- バレーボール部
- バスケットボール部
- ソフトテニス部
- 卓球部
- サッカー部
- 軟式野球部
- 馬術部 - 2023年度の部員数は51人となっており馬術部の部員数で全国一となっている[3]。
- ボクシング部
- バドミントン部
- ゴルフ部
- ハンドボール部
- 水泳部

文化部
- 放送部
- 写真部
- 美術部
- 新聞部
- 吹奏楽部
- パソコン部
- 理科部
- 茶道部
- 華道部
- 南園太鼓部
- 測量部
- 農業機械部
- 書道部
- 手芸部

## 著名な出身者
- 松田喜一（農業研究者、教育者）
- 宮部寸七翁（俳人、ジャーナリスト）
- 牧本英輔（元大相撲力士、前頭）
- 智ノ花伸哉（元大相撲力士、小結、現・玉垣親方）
- 芳東洋（大相撲力士、前頭）
- 肥後ノ城政和（元大相撲力士、十両）
- 正代直也（大相撲力士、大関）
- 成松大介（アマチュアボクシング選手 2016年リオデジャネイロオリンピック・ライト級代表）
- 阪上弘一（テコンドー選手）
- 常盤よしこ（ローカルタレント）
- 橘のぞみ（グラビアアイドル、女優）
- 藤木眞也（農林水産大臣政務官、全国農協青年組織協議会会長、参議院議員）
- 末松直洋（宇城市長）

## アクセス
最寄駅
- JR九州鹿児島本線「川尻駅」徒歩17分

## 周辺
- 熊本市立城南中学校
- 熊本市立城南小学校
- 熊本市立川尻小学校
- 川尻武道館
- わかくさ幼稚園
- 諏訪神社
- 熊本市南部浄化センター
- 木部川
- 天明新川
- 加勢川
- 緑川